# Gräberfeld von Lekebacken

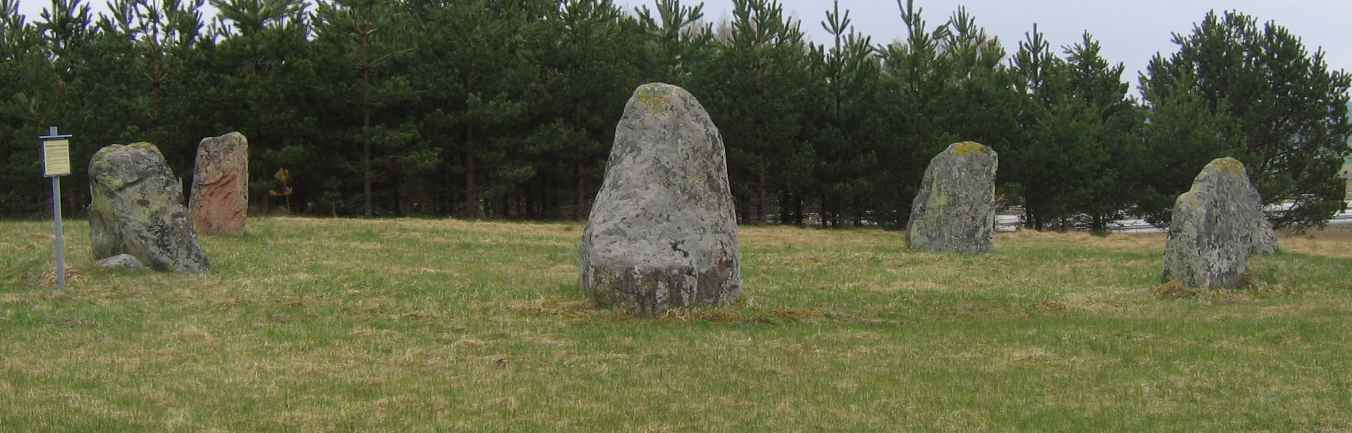
Gräberfeld von Lekebacken

Das eisenzeitliche Gräberfeld von Lekebacken (auch Hjortsberga genannt – nicht zu verwechseln mit dem Gräberfeld Hjortsberga in Blekinge) liegt etwa südwestlich von Hällabrottet, 3,0 km südöstlich von Kumla in Närke in Schweden. Lekebacken ist eines der größten Gräberfelder in Närke, das nördlich des Hauptverteilungsgebietes der Megalithmonumente liegt, die Provinz hat etwa 50 Domarringe.
Auf dem Gräberfeld befindet sich 81 runde Steinsetzungen, 26 Grabhügel, eine etwa 1,7 m hohe Röse von 17,0 m Durchmesser und ein Domarring von etwa 13,0 m Durchmesser mit neun bis zu 2,0 m hohen Steinen. Im Außenbereich liegen drei Hausfundamente, zahlreiche Findlinge und Lesesteinhaufen (schwedisch röjningsröser).
Keine der Grabstätten wurde ausgegraben. 

Gräberfeld von Lekebacken
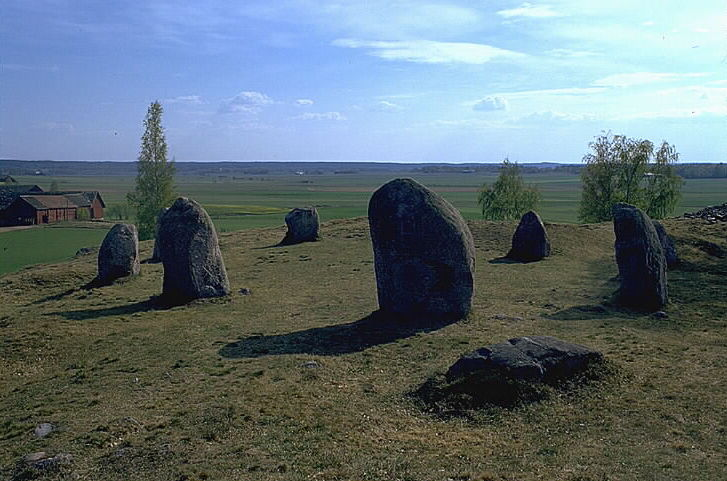
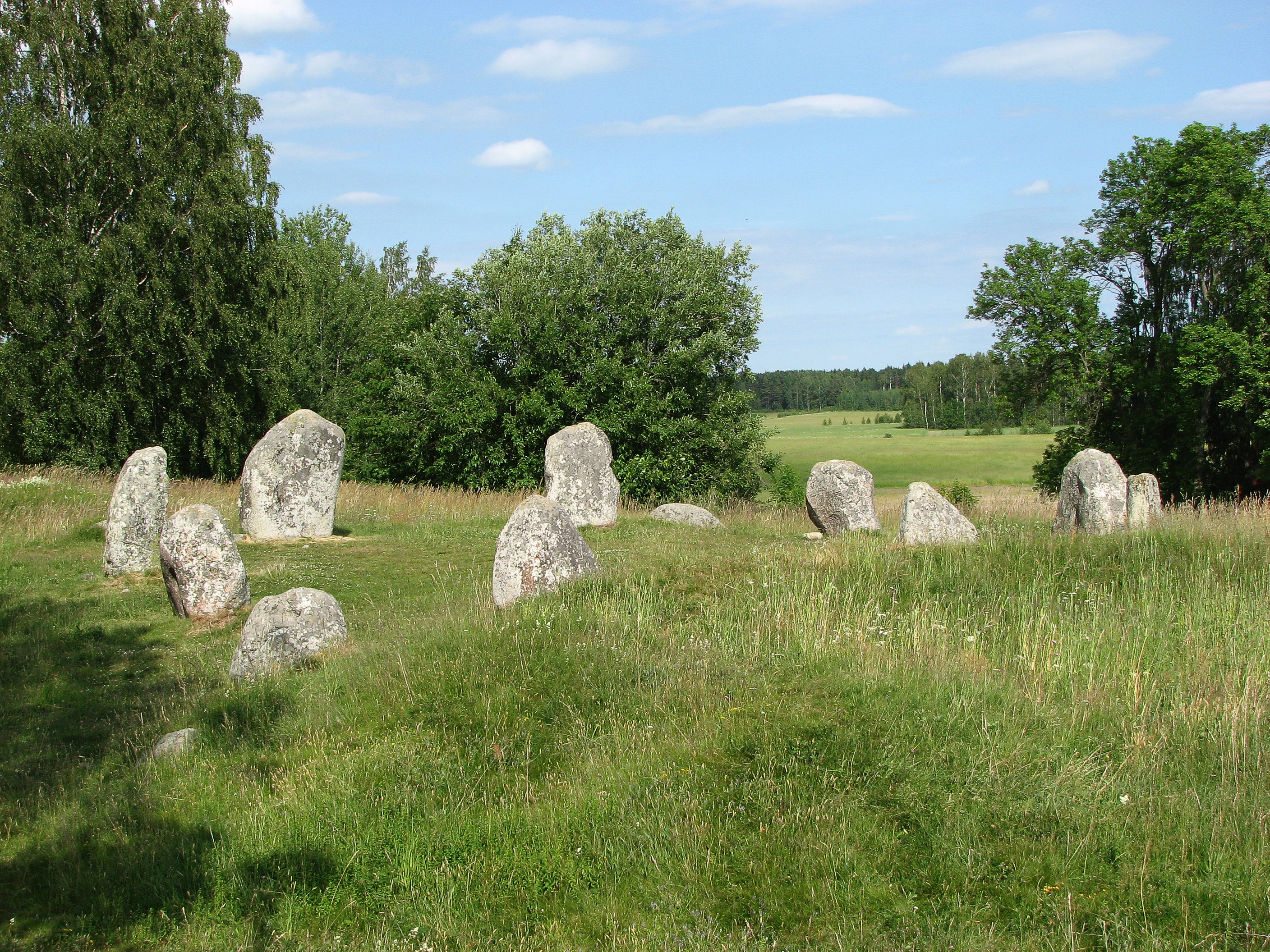